# Хюґа Хіната
Хіната Х'юґа (яп. 日向 ヒナタ, Хюуґа Хіната) — персонаж аніме та манґи Наруто, якого створив Масаші Кішімото. Хіната — куноїчі з вигаданого поселення Конохаґакуре і є членом команди №8, у складі також якої є Кіба Інудзука та Шіно Абураме. Сенсеєм (вчителем) є куноїчі Куренай Юхі.
Х'юґа означає «наближені до сонця», а Хіната — «сонячне місце»
Хіната походить із давнього клану Х'юґа, одного з найдавніших кланів Конохи. До того ж вона належить до головної лінії цього клану, але її батько не хоче щоб вона стала лідером клану в майбутньому, тому що вона слабка і сором'язлива, на роль лідера він готує її молодшу сестру - Ханабі. Протягом серіалу Хіната, як справжній сталкер, слідкувала з-за дерева за Наруто.
Кісімото спочатку створив Хінату як людину, яка не буде боротися за всю історію, але врешті -решт він вирішив зобразити її як куноїчі. Під час створення серіалу Кісімото вирішив, що Хіната вийде заміж за Наруто; проте сюжет щодо їх роману задумав сценарист Маруо Кьодзука. Дизайн Хіната був змінений Кісімото протягом усієї історії франшизи, щоб відповідати зростанню персонажа. Її озвучують Нана Мізукі в оригінальному мультсеріалі та Стефані Шех в англійських екранізаціях. Критичний прийом до персонажу був переважно позитивним через її дії в серіалі та її більшу роль у "Останньому"- її взаємодія з Наруто та її участь у конфлікті з лиходієм фільму отримали високу оцінку. Хіната також була популярна серед читацької бази Наруто , займаючи високу позицію в деяких опитуваннях. Були випущені товари на основі Hinata, включаючи фігурки, та статуетки.

## Створення та концепція
Створюючи Hinata Hyuga, Масаші Кісімото спочатку розробив ескіз, який був показаний одному з його помічників. На цьому ескізі Хіната не була ніндзя, а натомість одягла модну сукню. Кісімото зауважив, що створив цей дизайн для задоволення, підкресливши, що хоче, щоб у Хінати була інша особистість. Тим не менш, остаточний дизайн кардинально змінився: Хіната стала ніндзя і сучасною дівчиною одночасно. 
У 2017 році Кісімото сказав в одному з інтерв'ю, що він вирішив, що Наруто Узумакі та Хіната одружаться з ранніх етапів манги .  Він вважав, що їхні стосунки мали бути такими, якими Хіната підтримувала Наруто з самого початку, ще до Іруки Уміно; проте це розлютило його дружину, яка хотіла, щоб Наруто замість цього опинився з Сакурою Харуно .  Оскільки популярність персонажа зростала, Кісімото вирішив, що Хіната зіграє більшу роль у фінальній дузі . В результаті він задумав вбити двоюрідну сестру Хіната Неджі Хьюгу, щоб вона могла надати підтримку Наруто, перебуваючи під захистом Неджі перед його смертю.  Аніматор Ченсі Хуан, який стоїть за кількома серіалами Наруто, припав до душі цій парі з тих пір, як він почав працювати в Наруто Шиппуден, часто прагнучи намалювати сцени двох, а особливо сцену з фінальної дуги, коли Хіната ляпає Наруто, щоб заспокоїти його після смерть Неджі Хьюги.  Під час створення фільму він подякував Кісімото за те, що він погодився зняти фільм «Останнє», де подружжя досліджувалося далі. Пізніше він створив відео, де зображені оголені Хіната і Наруто лежали разом у ліжку, опублікувавши його у своїй роботі в Instagram, але видаливши його після того, як відео отримало негативну реакцію шанувальників за те, що воно не відповідає демографічній категорії. 
У фільмі "Останній: фільм Наруто" (2014) Хіната в'яже червоний шарф для Наруто. Це було засновано на тому, як дружина Кісімото насправді колись робила для нього, що викликало сміх у персоналу під час розробки фільму.  Сценарист Маруо Кьодзука сказав, що хоче зобразити любовний трикутник між Наруто, Хінатою та Тонері Оцуцукі у фільмі «Останній» . У фільмі також був розроблений характер Хінати, і Кьодзука сказав, що їй довелося відкинути свої почуття, щоб Наруто прийняв пропозицію Тонері, щоб вона могла врятувати свою сестру Ханабі Хьюгу. Кісімото відчув збентеження, коли мова зайшла про романтику у фільмі, заявивши, що він не впевнений, чи зможе він подивитися на сцену із зображенням поцілунку Наруто та Хінати.  Тим не менш, він відчув поєднання задоволення і смутку через розвиток пари, заявивши, що вважає їх своїми дітьми.

## Характер
Хіната — надзвичайно тиха, скромна і невпевнена в собі дівчина. Вона червоніє після кожного сказаного нею слова і не може через це нормально спілкуватися з людьми. Їй дуже важко знайти собі друзів, адже через власну боязкість і полохливість люди вважають Хінату дивною.
Хіната показує, що доля нінджя не для неї. Їй би краще сидіти вдома і вести спокійний спосіб життя. Тому вона надзвичайно боїться всіх місій нінджя, показуючи власну слабкість і непридатність для життя шінобі. Однак згодом Хіната приймає рішення — вона хоче змінитися на краще, ставши справжнім нінджя. Для цього вона намагається бути впевненішою і багато над собою працює.
У ІІ частині показано зміну особистості Хінати — вона стає трохи впевненішою, хоча й продовжує червоніти після кожного слова.

## Відносини між персонажами
Із членами своєї команди : Югі Куренай, Кібою Інузука та Шіно Абураме Хіната має дуже хороші стосунки. Кіба Інудзука завжди піклувався про дівчину, підтримував і допомагав у складні моменти. Він переживав за Хінату перед її поєдинком із Неджі.
Шіно Абураме спочатку доволі холодно відносився до дівчини. Однак згодом він починає підтримувати Хінату і допомагає дівчині під час тренувань. Шіно один з перших помітив зміни в особистості Хінати.
Куренай Югі , будучи сенсеєм-кунойічі, найбільше підтримувала Хінату. Вона допомагала їй стати впевненішою і рішучішою, захищала дівчину. Куренай стала найкращою подругою Хінати, замінивши їй старшу сестру чи матір.
Хіната — єдина дівчина в серіалі, яка закохана в головного героя. Хіната вважає Наруто дуже сильним нінджя, а ще вона захоплюється його незламним духом нінджя. Вона вважає, що саме такою повинна стати і вона. А словами Хінати, коли вона дивиться на Наруто, вона відчуває себе повною сміливості, так, наче і вона може постояти сама за себе. Завдяки Наруто Хіната змінюється на краще, ставши гідним нінджя.
Щоправда, її почуття до Наруто не зовсім ясні. Багато хто вважає, що насправді Хіната не закохана в Наруто як у хлопця, просто Наруто для неї є ідеалом сильної особистості. Інші ж переконані, що Хіната таки справді закохана в Наруто. На користь останнього аргументу впливає відношення Хінати до Наруто. Вона надзвичайно переживає за нього, хоча ніколи цього і не показує. Наруто ж ніколи не помічає непомітних знаків уваги з боку Хінати, хоча й дуже добре відносится до дівчини.
У Хінати спочатку були дуже складні відносини із Неджі Х'юґа. Він, будучи членом побічної лінії, ненавидів молодшу двоюрідну сестру, яка була набагато від нього слабша. Вважаючи Хінату боягузливою сірою мишею, Неджі каже Хінаті все, що про неї думає під час їхнього поєдинку у відбіркових боях Екзамену для підвищення у званні до рівня Чунін. Згодом, щоправда, стосунки між Неджі та Хінатою змінюються. Неджі стає набагато краще ставитися до Хінати., відчуваючи себе її повноправним старшим братом
Стосунки Хінати і її батька спочатку також були дуже складними. Гіяші Хюґа вважав свою дочку слабкою і негідною для клану. Однак згодом, після розвитку навичок Хінати, він починає ставитися до неї набагато краще і цінує свою старшу доньку.

## Перша частина

### Дитинство
Хіната народилася у давньому клані Хюґа. До того ж вона є старшою донькою голови клану, що означає про її високе становище в клані. Однак її дитинство минала дуже самотньо і сумно.
В дитинстві Хінату викрали із їх клану. ЇЇ батько наздогнав переслідувачів і вбив. За це клан викрадачів зажадав вбивства батька Хінати, Гіяші, лідера клану Хюґа. Тоді замість нього вбили його брата -близнюка, батька НедЖі, Гізаші, що належав до побічної лінії клану. Після цього клан дещо змінився. До Хінати, яка походила з головної лінії клану, однак не мала ані достатньої сили чи сміливості, властиві Хюґа, і головна, і побічна лінія клану ставилася вкрай непривітно.
Після цього Хіната стала ще тихішою і невпевнішою в собі, ніж була до того. Цьому також сприяло ставлення її батька до неї, який вважав, що Хіната слабша навіть за власну молодшу сестру, Ганабі. Однак Хіната, хоча й не бажала цього, продовжила навчання в Академії Нінджя і завершила її разом із рештою новачків.

### Команда №8
Хіната була направлена у команду № 8, яка складалася із неї , Кіба Інузука та Шіно Абураме. Сенсеєм була куноїчі Куренай Юхі. Спочатку Хінаті було дуже важко у команді, вона провалювала кожну місію, боячись реальних поєдинків і ворогів. Члени її команди перестали на неї розраховувати.

Однак Хіната продовжує тренування і використовує свій Б'якуґан, намагаючись стати корисною членам власної команди. Згодом вона бере участь в Екзамені для підвищення у званні до рівня чюнін. На І турі Хіната сидить поряд із Наруто і пропонує йому списати в неї. Однак Наруто не робить цього.
Пройшовши у ІІ тур, Хіната разом зі своєю командою одразу дістає потрібний сувій. У цьому команді сприяв розроблений план і навички один одного, які чудово доповнювали кожного члена команди.
Після ІІ туру у відбіркових боях Гінеї доводиться зустрітися у поєдинку із Неджі Х'юґа, її старшим двоюрідним братом. Спершу Хіната надзвичайно перелякана і боїться виступати проти Неджі, однак її підбадьорюють слова Наруто. Вона атакує свого брата, показуючи, чого навчилася. Під час цього поєдинку Хіната думає про Наруто, про те, як він її підтримав і допоміг. Також вона вірить у себе і в зміну власної особистості.
Однак цей поєдинок Хіната програла. Неджі навіть не докладав великих зусиль, щоби перемогти її. Однак після матчу Хіната питає Наруто, чи змінилася вона. Куренай помічає зміну в особистості Хінати; дівчина стала сміливішою і впевненішою.

### Саске залишає Коноху
Після програшу у поєдинку Хіната лежить у лікарні. ЇЇ виліковує Кабуто Якуші. У місії по поверненні Саске додому Хіната участі не брала, однак дуже часто з'являлася у наступних філерах аніме. Вона, разом із Наруто та своєю командою, бере участь у пошуках жука Бікочу. Під час цієї місії Хіната тренується, використовуючи стихію води, а також рятує свою команду від смерті. Тоді Хіната показує, наскільки вона посилила свої навички у Тайджюцу клану, а також здатність і силу власного Б'якуґану. Хінаті вдається навіть перемогти Техніку Приклику гігантської бджоли.

## Друга частина

### Нова зустріч
У ІІ частині Хіната стає трохи впевненішою у собі. Вона вперше з'являється разом із власною командою, а згодом починає брати активну участь у тому, що відбувається.
Хіната стає частиною команди переслідувачів Саске. Вона дуже важлива завдяки силі Б'якуґану . Щоправда, окремого поєдинку ні з ким вона не мала, що пояснюється її нерішучістю, яка все-таки збереглася у Хінаті. Під час місії Хіната дуже переживає за Наруто, постійно про нього думає. Але дівчина занадто сором'язлива, щоби про це відкрито сказати.

### Пейн проти Наруто
Під час битви Наруто з Пейном, Хіната хотіла допомогти Наруто. Вона єдина, хто осмілився стати проти такого сильного ворога. Наруто просить її тікати, але її почуття сильніші за страх і вона признається йому в коханні і б'ється до останнього. Якщо в аніме поєдинок із Пейном і Хінатою тривав цілу серію,то в манзі Пейн відразу відбив атаку Хінати вбивши її. Наруто ніяк не відреагував на зізнання Хінати. Але її смерть принесла йому неосяжний біль, який змусив його вийти з під контролю і просити силу у дев'ятихвостого. Пізніше Хінату лікує Сакура.

### Четверта Світова війна
В Четвертій Світовій війні, Хінату та її друзів рятує Наруто від клонів Дзецу. Після цього Хіната з її однокласниками йдуть на допомогу Наруто.

### Техніки

Хіната застосовує Б'якуґан і Тайджюцу клану під час бою з Неджі

Б'якуґан - доджюцу, що дає огляд у 360 градусів на відстань аж до 50 метрів, здатність бачити вперед на відстань до 10 кілометрів, бачити крізь предмети та бачити чакру всередині організму та танкецу.
Джюукен – це особливий стиль рукопашного бою, створений членами клану Х'юга. Освоїти його може лише носій Б'якугану. Замість того, щоб вкладати фізичну силу в удар і наносити зовнішні пошкодження противникові, шінобі, який використовує джюукен оточує свої кисті чакрою і, завдаючи удару, впливає на танкецу ворога. Оскільки танкецу тісно пов'язана з органами людини, це дозволяє йому наносити пошкодження по слабких внутрішніх тканинах. Прямий удар джюукеном може принести чималі пошкодження організму, що робить його смертельно небезпечною зброєю в руках вправного бійця. Так як джюукен не вимагає особливого вкладення сили, удар завдається ковзаючою кистю або кінчиками пальців. При цьому для того, щоб завдати утрати противникові, досить навіть легкого дотику.
Вісім триґрамм: повітряна долоня - користувач, використовуючи джюукен,вдаряє опонента в життєво важливі Тенкецу, від чого ворог відлітає з великою швидкістю.
Стиль м'якої руки: подвійний кулак лева - техніка, яку використовує Хіната в сутичці з Пейном, тим не менш, атака відразу була легко ним відбита.